# Національний парк Грос-Морн
Національний парк Грос-Морн (англ. Gros Morne National Park, фр. Parc national du Gros-Morne) — канадський національний парк та об'єкт світової спадщини, розташований на західному узбережжі Ньюфаундленду.
Парк площею 1 805 км², це другий за величиною національний парк в Атлантичній Канаді після Національного парку гір Торнгат, площа якого 9700 км². Розташований за 87 км на північ від містечка Корнер-Брук, за 37 км на захід від містечка Дір-Лейк. Свою назву парк отримав від другої за висотою гірської вершини Ньюфаундленду, розташованої в межах парку — гори Грос-Морн, 806 м над рівнем моря; (з фр. Gros Morne — «велика самотня гора»).
Парк Грос-Морн відомий своїми різноманітними ландшафтами, поєднанням льодовикових долин, скель, високогірних плато, водоспадів, фіордів і озер. У парку можна спостерігати явище дрейфу континентів: унаслідок руху континентів на поверхню вийшли породи мантії Землі.
Примітні тварини парку: канадська рись, барибал, північний олень, заєць білий, лось i крехові.
Грос Морн є частиною гірської системи Лонг-Рендж, віддаленого хребта Аппалачів, що тягнеться вздовж західного узбережжя острова. Це еродовані залишки гірського хребта, утвореного 1,2 мільярда років тому. Національний заповідник «Грос-Морн» був створений в 1973 році, а отримав статус національного парку 1 жовтня 2005 року. У 1987 році ЮНЕСКО присвоїло парк статусу Всесвітньої спадщини, оскільки «Парк є рідкісним прикладом процесу дрейфу континенту, де глибока океанічна кора та скелі земної мантії оголені».

## Геологія
Скельні утворення парку, прославлені Робертом Стівенсом та Гарольдом Вільямсом, містять океанічну кору та скельну мантію, що підлягають процесу обдукції тектоніки плит, а також осадові породи, що утворилися під час ордовику, граніти докембрію та магматичні породи палеозою.
Парк розташований на Великому Північному півострові Західного Ньюфаундленду. Цей півострів згадується як зона Гамбера, міогеоклін, нагір'я якого містить найбільший зовнішній масив фундаменту Гренвільського орогену в гірській системі Аппалачів. Цей докембрійський фундамент відомий як Long Range Inlier, Long Range Complex або Basement Gneiss Complex, що складається з кварцово-шпатових гнейсів і гранітів, віком до 1550 млн років. Гори Грос-Морн і Біґ-Левел лежать у цьому підстилаючому шарі. Західна межа цього фундаменту (уздовж озера Вестерн-Брук-Понд, Сент-Полс-Інлет і південніше від озера Портл-Крік-Понд) складається з насувів девону і ордовика де алохтонні кристалічні породи височать над кембрійсько-ордовиковими карбонатними породами нижнього палеозою (Гамбер-Арм). Біля Рокі-Гарбора породи складаються з меланжу нижнього-середнього ордовику, утвореного різноманітними ґрауваками, кварцитами, доломітовими сланцями, флінтом, вапняками з блоками чорних, зелених і червоних лускатих сланцевих матриць, які можна побачити вздовж берега від Вестерн-Брук-Понду в Гамбер-Армі (Бей-оф-Айлендз). Південна частина парку, Столові Гори (Tablelands) і гори Норт-Арм, складаються з офіолітів верхнього кембрію і нижнього ордовику, відомих як комплекс Бей-оф-Айлендз, комплекс Літл-Пост і формація Олд-Мен-Ков. Нарешті, плейстоценова льодовикова шапка радіально переміщалась через острів, від чого виникли такі фіорди, як затока Бонне-Бей.

### Столові височини

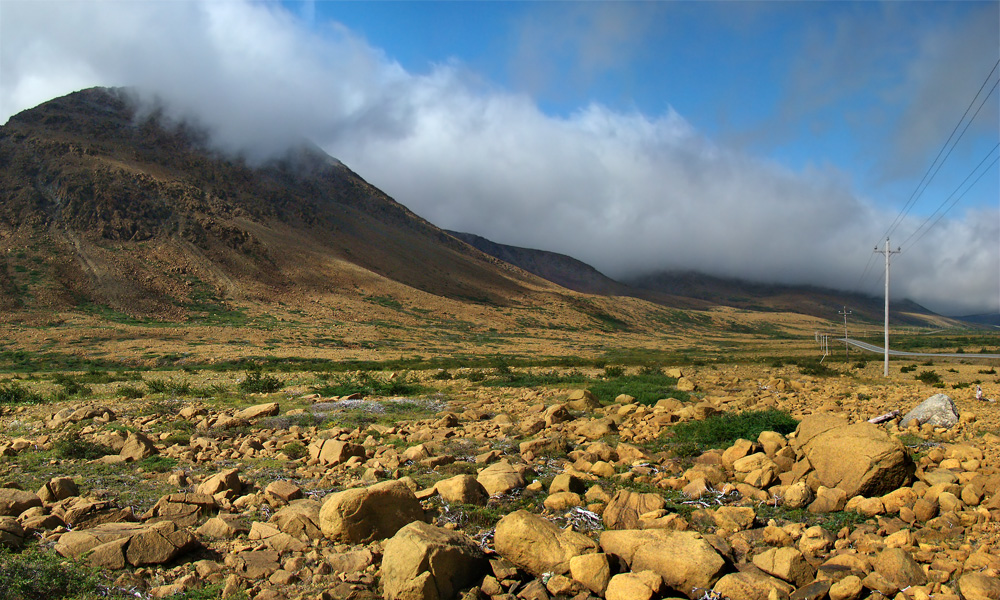
Столові височини в Національному парку Грос-Морн

Столові плоскогір'я, що лежать між селищами Траут-Рівер і Вуді-Пойнт на південному заході Національного парку Грос-Морн, більше схожі на безплідну пустелю, ніж на традиційний ландшафт Ньюфаундленду. Це пов'язано з ультраосновною породою — перидотитом — з якої складаються Столові височини. Вважається, що він походить із земної мантії і був піднятий з глибини під час зіткнення плит кілька сотень мільйонів років тому. Перидотит не містить деяких звичних поживних речовин, необхідних для росту більшості рослин, і також він містить токсичну субстанцію, що спричинює безплідний вигляд місцевості. Також у перидотиті багато заліза, що пояснює його коричневий (іржавий) колір. Під поверхневою вивітреною породою скелі мають темно-зелений колір.

## Ґрунти
Численні ґрунтові асоціацій, закартовані в парку, відображають широкий спектр гірських порід. Асоціація домінуючих ґрунтів північно-східного району, — це дуже кам'янистий піщаний суглинок, розвинений на льодовиковому граніті, гранітному гнейсі та сланці. Подібні гірські породи лежать в основі іншої асоціації далі на захід. Осадові породи (включаючи деякі доломітові вапняки) у південно-східному секторі становлять північноозерну асоціацію кам'янистих піщаних суглинків. Асоціація переважно дрібних суглинків, займає неподалік узбережжя розрізнену смугу над сланцями, вапняками та пісковиками. Прибережна смуга на північ від затоки Бонне-Бей в основному лежить в основі торф'яної асоціації, за винятком ділянки глин навколо Рокі-Гарбор. Кам'янисті неродючі грунти Столових височин на південь від затоки Бонне-Бей належать до асоціації Серпентайн-Рейндж.

## Фіорд Вестерн-Брук-Понд
Вестерн-Брук-Понд — прісноводний фіорд, прорізаний льодовиками під час останнього льодовикового періоду з 25000 до приблизно 10000 років тому. Після того, як льодовики розтанули, земля, яка була занурена вагою льоловикового покриву, піднялася, і вихід до моря був відрізаний. Долина завдовжки 16 км була залита прісною водою. Вода у фіорді надзвичайно чиста і їй присвоєно найвищий рівень чистоти для природних водойм. Водоспад Пісінг-Мер, найвищий водоспад у східній частині Північної Америки та 199-й за висотою в світі впадає у Вестерн-Брук-Понд. Осадові гірські породи, деякі з них вапнякові, лежать в основі найзахідніших берегів. В інших місцях домінує гранітний гнейс.

## Природа і тваринний світ

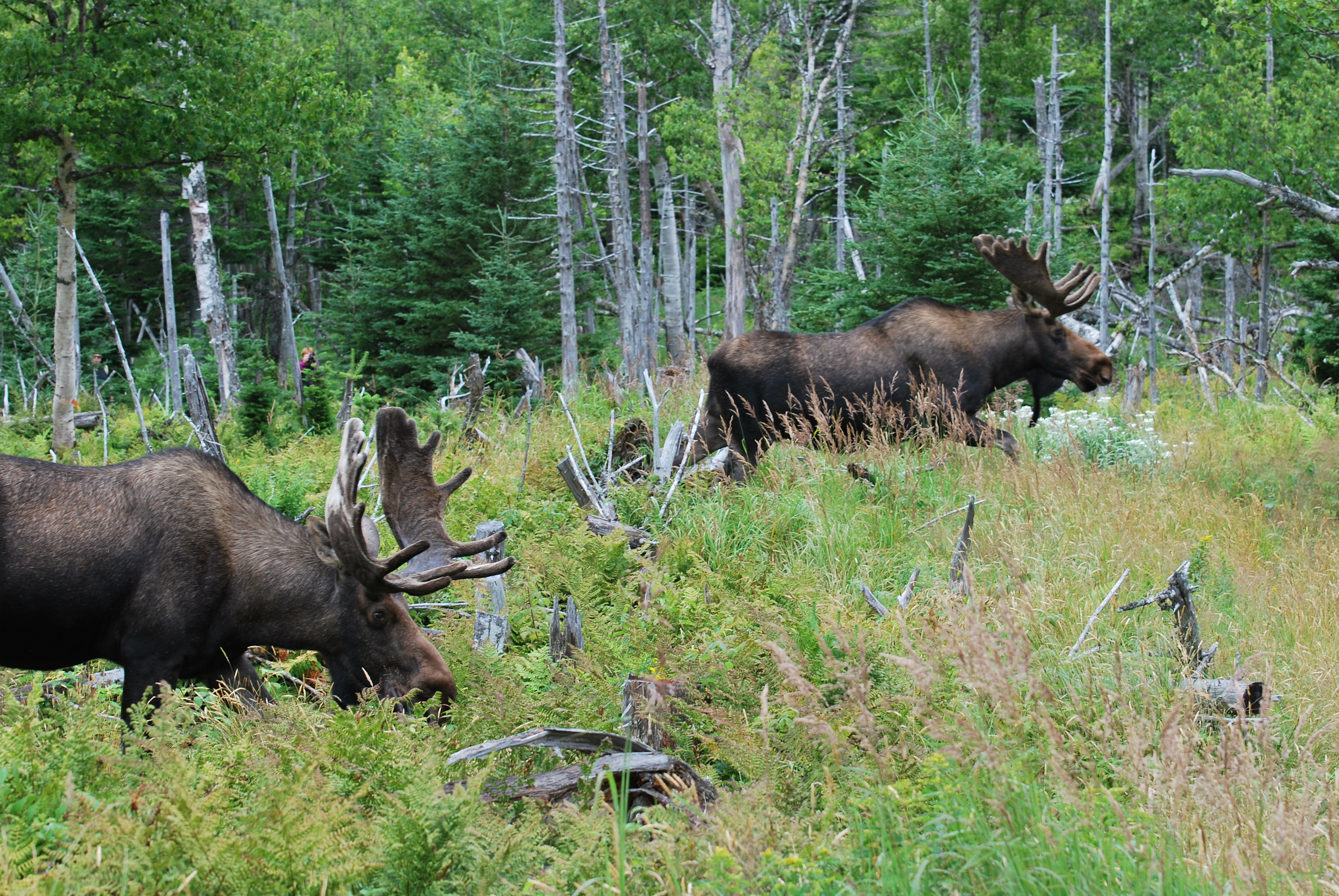
Лосі в парку

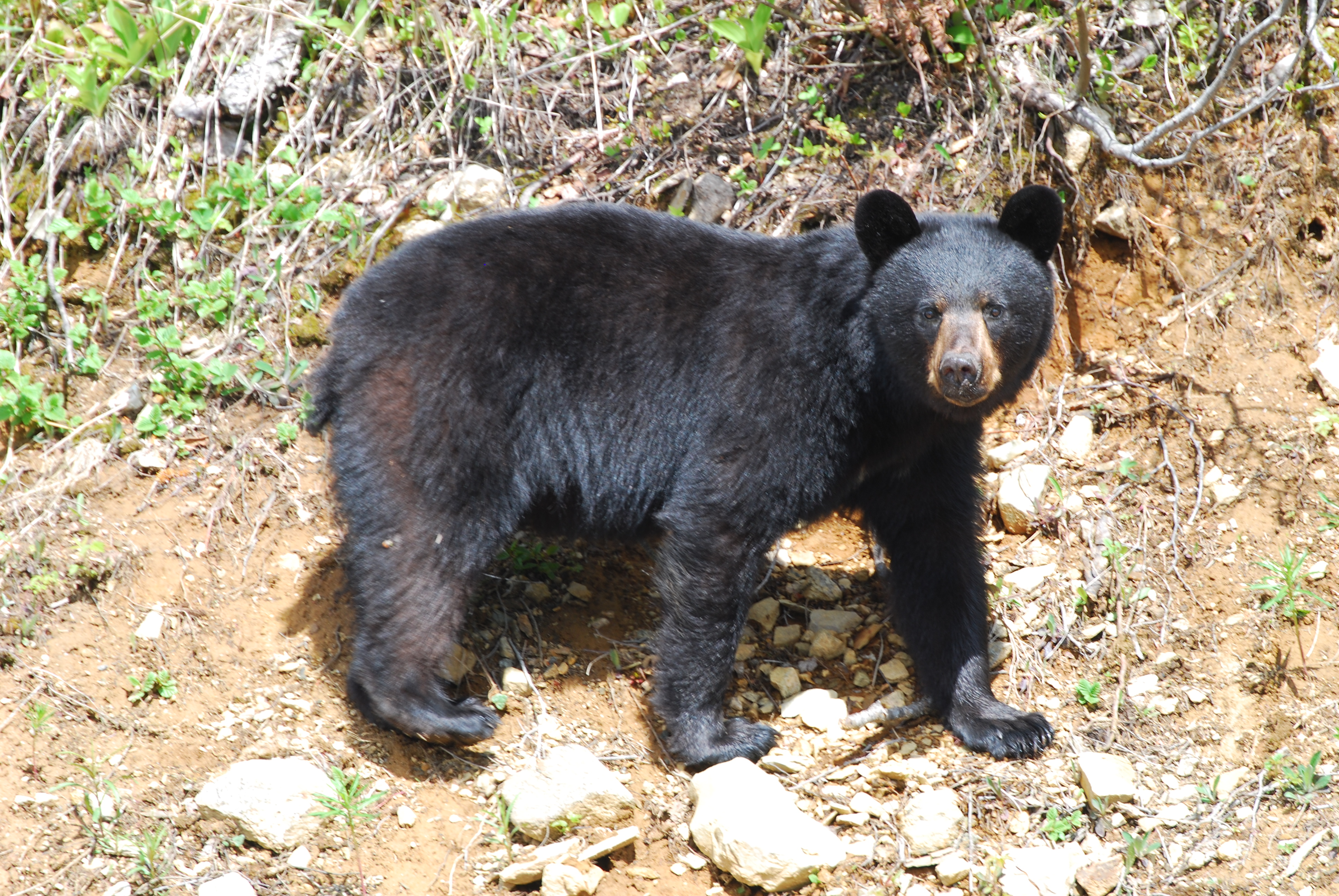
Американський чорний ведмідь у Національному парку Грос-Морн

Найвизначніша тварина в парку — лось, частина швидкозростаючої популяції, яка була завезена в Ньюфаундленд близько 1900 року. Інші поширені диких тварин парку — руді лисиці і песці, екотип карібу (R.t caribou), чорні ведмеді, американські зайці, руді вивірки, рисі, річкові видри і бобри. Тюлені часто зустрічаються на вході в затоку Сент-Полс, а китоподібні (норки, горбаті, смугачі фінвали, гринди, косатки, атлантичні білобокі дельфіни, морські свині) можуть бути в цьому районі, особливо в сезон міграції мойви на початку літа. У парку можна зустріти багато видів птахів — як прибережних птахів вздовж узбережжя океану, так і птахів, приурочених до боліт та внутрішніх лісів.

## Світова спадщина
У 1987 році парк був визнаний об'єктом Всесвітньої спадщини ЮНЕСКО як за геологічну історію, так і за виняткові пейзажі. Геологія парку, зокрема, ілюструє концепцію тектоніки плит і демонструє важливі аспекти геологічної еволюції та її процесів.

## Маршрути
Піші прогулянки стежками — популярне заняття в Грос-Морні. Є близько 20 маркованих одноденних маршрутів для вивчення прибережних та внутрішніх районів парку. Одним з найскладніших денних походів є 16 км походу через гору Грос-Морн. Цей маршрут також був названий стежкою Джеймса Каллагена на честь колишнього прем'єр-міністра Великої Британії, який відвідав Грос-Морн в 1976 році, на знак визнання його зусиль з охорони природи. Невелика суперечка виникла після того, як прем'єр-міністр, насправді, не відвідав стежку, названу на його честь.
До внутрішніх територій парку також можна дістатися, зокрема, багатоденною мандрівкою між озером Вестерн-Брук-Понд та горою Грос-Морн.

## Мистецтво та культура
У парку проходять багато мистецьких фестивалів, серед яких: Театральний фестиваль Грос-Морн, Письменники у Вуді-Пойнт, Літня музика Грос-Морн, Стежки, казки та мелодії.

## У популярній культурі
Грос-Морн з'являється як ігровий краєвид у відеоіграх Assassin's Creed Rogue 2014 року.